# Джеймс Рутка
Джеймс Рутка (англ. James Rutka; нар. 14 січня 1956, Торонто) — канадський нейрохірург. У 2014 році він був нагороджений Відзнакою Онтаріо за його великий внесок у дослідженнях головного мозку дітей.
Рутка — лікар-практик Госпіталю Хворих Дітей, що у Торонто. Наразі він завідує відділенням хірургії Торонтського університету, є головним редактором Нейрохірургічного журналу  і головою Дослідницького центру онкології Артура і Соні Лабатта.
Його клінічні і дослідницькі інтереси зосереджуються навколо мозкових пухлин у дітей, а також хірургічного лікування дитячої епілепсії.

## Освіта
Рутка народився у Торонто, Канада. Він закінчив Принстонський університет у 1977 році і отримав звання доктора медичних наук в Університеті Квінз у 1981 році, а також звання доктора філософії експериментальної патології в Каліфорнійському університеті в Сан-Фрациско в 1987.
У 1990 році він починає працювати хірургом у відділенні дитячої нейрохірургії Госпіталю Хворих Дітей Торонтського Університету.

## Дослідження і клінічний інтерес
Дослідницький і клінічний інтерес Рутки зосереджується навколо дослідження і хірургії пухлин головного мозку, а також хірургічного лікування епілепсії у дітей.

## Нагороди
- Офіцер Ордена Канади (2015)[6].
- Відзнака президента України Хрест Івана Мазепи (Україна, 22 серпня 2020) — за вагомий особистий внесок у зміцнення міжнародного авторитету України, розвиток міждержавного співробітництва, плідну громадську діяльність[7].

## Вибрані публікації
- Rutka JT. Editorial: Leading transition while maintaining tradition. Journal of Neurosurgery. 2013 Jun 4
- Rutka JT. Discovering neurosurgery: New frontiers. Journal Neurosurgery. 2011: 115: pp 1053—1066.